# Henri Gourdin
Pour les articles homonymes, voir Gourdin (homonymie).
Henri Gourdin, né le 20 août 1948 à Uccle (Belgique) est écrivain, biographe, romancier, essayiste.

## Biographie
Comme biographe, Henri Gourdin est spécialiste des relations intergénérationnelles. Il est connu également pour son engagement écologiste (conservation d’espèces menacées, biographies d’Olivier de Serres, de Jean-Jacques Audubon et du Grand Pingouin).
Spécialiste en France de Jean-Jacques Audubon, Henri Gourdin a publié plusieurs ouvrages sur lui et ses oiseaux d'Amérique et préfacé deux ré-éditions de ses textes fondateurs :
- Scènes de la nature, Le Pommier, 2021
- Vies d'oiseaux, Le Pommier, 2022.

Il a déposé son autobiographie auprès de l'Association pour l'autobiographie.

## Publications
- Eugène Delacroix, Éditions de Paris, 1998[2].
- Genséric, soleil barbare, 1999[3].
- Alexandre Serguïevitch Pouchkine, Éditions de Paris, 1999.
- Olivier de Serres, Actes Sud, 2001.
- Jean-Jacques Audubon, Actes Sud, 2002.
- Adèle Hugo, l’autre fille de Victor Hugo, Ramsay, 2003.
- Léopoldine Hugo, l’enfant-muse de Victor Hugo, Presses de la Renaissance, 2007.
- Les séquoias, Actes Sud, 2008.
- Galla Placidia, reine des Goths, impératrice romaine, L'Œuvre (maison d'édition), 2008.
- Le Grand Pingouin, Actes Sud, 2008.
- Les oiseaux disparus d’Amérique dans l’œuvre de Jean-Jacques Audubon, La Martinière, 2008.
- La Jeune Fille et le Rossignol, Éditions du Rouergue, 2008.
- La Violoncelliste, Éditions de Paris, 2012.
- Pablo Casals : l'indomptable, Paris, Éditions de Paris, 2013.
- La Suggia : l'autre violoncelliste, Paris, Éditions de Paris, 2015.
- Les Hugo, Éditions Grasset & Fasquelle, 2016.
- Jean Hugo : Un pays selon mon goût, Paris, Éditions de Paris, 2018.
- Jean Hugo, maître du vitrail, Toulouse, Loubatières, 2018.
- Jeanne, l'enfant cachée d'Auguste Renoir, Paris, Les Éditions de Paris, 2018, 142 p.  (ISBN 978-2-84621-277-9).
- Les Héritiers, Éditions Grasset & Fasquelle, 2021.
- Du temps où les pingouins étaient nombreux..., Le Pommier, 2022
- Jean-Henri Fabre. L'inimitable observateur, préface de Vincent Albouy, Paris, Le Pommier, 2022, 272 p. (EAN 9782746524217)

## Distinctions
- Prix de la biographie du Salon du Livre de Soorts-Hossegor 1999 pour Alexandre Sergueïevitch Pouchkine, Éditions de Paris, 1999[4].
- Prix Jacques-Lacroix de l'Académie française 2009 pour Le grand pingouin, Actes Sud, 2008[5].
- Prix Claude Dupuis de la Société entomologique de France pour Jean-Henri Fabre, l'inimitable observateur, Le Pommier, 2022[6].